# Tropodiaptomus capriviensis
Tropodiaptomus capriviensis is een eenoogkreeftjessoort uit de familie van de Diaptomidae. De wetenschappelijke naam van de soort is voor het eerst geldig gepubliceerd in 1994 door Rayner.